# Асфіксія (гора)
Гора Асфіксія, також відома як гора Каррі — вулканічний конус, що досягає 550 м, що є найвищою вершиною острова Завадовський, найпівнічнішого з Південних Сандвічевих островів.
Одна з назв вулкана належати до задушливого диму, який відчувається на острові; вулканічний дим виривається з гори, і до цього додається сморід пінгвінового гуано. Пари справді можуть задушити відвідувача острова. Ці якості дали назву ряду інших особливостей Завадовського острова.
Виверження вулкана відбулося в березні 2016 року; до липня від однієї третини до половини острова було вкрито попелом, що піддавало загрозі колонії пінгвінів.